# Canicattì
Canicattì (Caniattì trong tiếng Sicilia) là một đô thị của tỉnh Agrigento ở vùng Sicilia, có vị trí cách khoảng 90 km về phía đông nam của Palermo và khoảng 25 km về phía đông của Agrigento. Vào thời điểm ngày 31 tháng 12 năm 2004, đô thị này có dân số 31.801 người và diện tích là 91,4 km².
Canicattì giáp các đô thị sau: Caltanissetta, Castrofilippo, Delia, Montedoro, Naro, Racalmuto, Serradifalco.